# 圣若泽-迪皮拉尼亚斯
圣若泽-迪皮拉尼亚斯是巴西帕拉伊巴州的一个市镇。总面积677.292平方公里，总人口18062人，人口密度26.7人/平方公里。